# Чарондская округа
Ча́рондская окру́га — особое административное образование в составе Московского княжества и Русского царства. Административный центр — Чаронда.

## География
Чарондская округа находилась на севере европейской части России, в бассейне озера Чарондское (Воже) и рек Модлона, Вожега, Свидь. Её территория была покрыта лесами перемежавшимися обширными болотами. Здесь проходил западный водный путь из центральной Руси в Поморье. Чарондская округа граничила с Важским, Каргопольским, Олонецким, Вологодским и Белозерским уездами.

## История
С XIII века Чаронда входила в состав Белозерского княжества. В 1474 году Чарондская округа и Клёновско-ротковецкий край были пожалованы Кирилло-Белозерскому монастырю. После смерти Ивана Грозного Фёдор Иоаннович закрепил Чарондскую округу за Дмитрием Годуновым. При Василии Шуйском округа была закреплена за племянником царя М. В. Скопиным-Шуйским.
В XVII веке Чарондская округа являлась самостоятельной областью с воеводой и приказным аппаратом. При Василие Шуйском правительство передало Чаронду племяннику царя, М. В. Скопину-Шуйскому. После установления войсками Лжедмитрия II контроля над северными уездами, Чаронда перешла во владение казачьего атамана Ивана Заруцкого. В 1612—1613, 1614—1615 и 1616—1619 годах Чарондская округа была разорена «литовскими людьми и казаками». В писцовых книгах перечислено огромное количество убитых, «мученных и грабленных», множество разорённых дворов. В середине 1620-х Чарондская округа стала оправляться от разорения — начала расти численность населения. До 1658 года Чарондская округа находилась в составе Ростовской епархии.
В начале XVII века оброчные земли в Чарондской округе составляли 4 % всей земли. В Кленовской, Колнобойской, Падчеварской и Свидской волостях оброчные земли составляли более 10 %. В XVII веке Чарондская округа была передана в ведение Приказа Большого Дворца.
В 1708 году Чаронда была назначена городом и с окружающими землями вошла в состав Архангелогородской губернии. В 1719 году был образован Чарондский дистрикт и передан из Архангелогородской губернии в Санкт-Петербургскую губернию, где вошёл в состав Белозерской провинции. В 1727 году уже Чарондский уезд в составе Белозерской провинции отошёл к Новгородской губернии.
В 1776 году часть земель бывшей Белозерской провинции была выделена в новообразованный Кирилловский уезд Новгородской губернии.

## Административное деление
В состав Чарондской округи входили волости:
- Вещеозерская
- Короцкая
- Печенга
- Пунема
- Шалга Бодунова
- Слободка у озера Долгого
- Шалга Захарьина
- Полченга
- Чепца и Шалошка Малая
- Шалга Большая
- Шилда
- Хотеновская
- Свид
- Ковжа Верхняя
- Кленовская
- Ротковская
- Тавенга
- Колнобой
- Падчевар
- Тигина слободка
- Вожга
- Липник
- Каликино
- Солза
- Чужга
- Бор
- Тордокса
- Кирюча
- Луненская
- Толченгская
- Нярнема
- Волохтона